# Dennis Nørmark
Dennis Nørmark, född 2 april 1978, är en dansk antropolog och författare. I Danmark har han uppmärksammats som debattör och föredragshållare, i synnerhet i frågor som rör politik, kultur och arbetsmarknad, liksom som en av landets mest citerade antropologer. Flera av hans böcker handlar om kulturmöten på arbetsplatser.
Dennis Nørmark har varit engagerad i flera danska partier, först de socialliberala Radikal Ungdom och Radikale Venstre, och sedan 2009 Liberal Alliance. Han har varit Liberal Alliances representant i Danmarks Radios styrelse, och sedan 2019 dess vice ordförande.
Flera av Nørmarks böcker har getts ut på Gyldendal, och Tilbage till arbejdet har översatts till flera språk, dock inte svenska. 2023 gavs Ufrihedens pris – hvordan vi lærte att tro, at vi ingenting kan ut på samma förlag.